# Pripsleben
Pripsleben település Németországban, Mecklenburg-Elő-Pomeránia tartományban. Lakosainak száma 232 fő (2023. december 31.).

## Népesség
A település népességének változása:
| Lakosok száma | 247  | 247  | 243  | 238  | 232  |
|               | 2017 | 2019 | 2021 | 2022 | 2023 |